# Sechserpack (Band)
Sechserpack war eine deutsche Rockband aus West-Berlin.
Ende der 1970er Jahre taten sich die Berliner Musiker Mike Pyczak (Gesang), Tomm Bopp (Bass), Lutz Krüger (Gitarre), Karl Parchow (Schlagzeug, Percussion), Chris Axel Klöber (Keyboard) und Alfred Wagner (Saxofon) zusammen, um auf Anregung des Anwalts und Rhythm´&´Blues-Fans Ulli Schulze-Rossbach eine Rhythm´&´Blues-Band zu gründen, die englische Lieder dieses Genres mit sinngemäß übersetzten Texten in deutscher Sprache populärer machen sollte.
Chris Klöber brachte seine Erfahrung bei Curly Curve und Kin Ping Meh ein, Alfred Wagner kam von Dr. Koch Ventilator.
Die erste Langspielplatte Sechserpack, aufgenommen in den Budde Studios '54 unter der Regie von Jack Rieley erschien Ende 1980. Als Single wurden anlässlich des Auftrittes in der Fernsehsendung Disco Anfang 1981 Zwei Flaschen Bier / So werd’ ich niemals alt und danach Zucker + Dreck / Wie ein alter Motor ausgekoppelt.
Für Karl Parchow kam Joachim Pawlick in die Band, der auch arrangierte. 1982 nahm die Band in dieser neuen Besetzung die Zweite LP „Nacht für Nacht“ auf, produziert von Ralf Nowy und Udo Arndt als Toningenieur. Auch von dieser LP wurden Singles ausgekoppelt: Nacht für Nacht / Marlena und Aus und Vorbei / Stadtgespräch. Alle Veröffentlichungen erfolgten auf dem Pool-Label.
Die Band tourte in Deutschland (insbesondere im Onkel Pö in Hamburg) und in der Schweiz, spielte auf großen Festivals (u. a. 1983 vor 60.000 Besuchern in Berlin-Plötzensee) und trat in diversen Fernsehshows auf.
Die nächste Produktion 1984 – die Single Galaktische Matrosen / Azul y Negro erschien dann auf dem Label Polydor. Ende 1984 verließ Lutz Krüger die Band und wurde für laufende Verpflichtungen durch Ralf Tonnius ersetzt (heute: Disco Inferno).
Während der Vorbereitungen zur nächsten LP verunglückte Joachim Pawlick im Juni 1985 tödlich. Auf Wunsch der Plattenfirma sollte diese Produktion aber eingespielt werden. So entstand unter dem Arbeitstitel „So'n Gefühl“ das dritte, bis heute unveröffentlichte Album der Band, aufgenommen bei Radio Nagrania in Polen (1985) unter der Regie von Ulrich Schulze-Rossbach. Neben den verbliebenen Bandmitgliedern der Urbesetzung Pyczak, Bopp, Klöber und Wagner nahmen der New Yorker Gitarrist Nick Katzman und Hans Wallbaum (Interzone / Hamburg Blues Band) als Drummer folgende Einzeltitel auf: Evi Meier (Lawdy Miss Clawdy) / Petra (Bad Influence) / U-Bahn / Samstagnacht (Another Saturday Night) / Was hab ich gesoffen (What have I been drinkin') / Der Lack ist ab (The thrill is gone) / Ich hab so'n Gefühl (Believe to my soul) / Kein Schlaf(Tossin'and turnin') / Was Liebe ist (What about love) / Gütersloh / Fett / Schuhsalon (Little girl from the candy store) / Wir Hühner (There ain't nobody here but us chickens).
Nach Beendigung der Aufnahmen beschloss die Band, erst nach Veröffentlichung des Albums wieder zusammen aufzutreten. Dazu kam es nicht.

## Diskografie
Alben
- Sechserpack (1980, Teldec/Pool)
- Nacht für Nacht (1982, Teldec/Telefunken)
- So'n Gefühl (1985, unveröffentlicht)

Singles
- Zwei Flaschen Bier / So werd’ ich niemals alt (1981)
- Zucker + Dreck / Wie ein alter Motor (1981)
- Nacht für Nacht / Marlena (1982)
- Aus und Vorbei / Stadtgespräch (1982)
- Galaktische Matrosen / Azul y Negro (1984)